# Lokomotiva ET41
Lokomotivy řady ET41 jsou dvojdílné stejnosměrné elektrické lokomotivy, které pro polské železnice Polskie Koleje Państwowe dodala společnost HCP z Poznaně v letech 1977-1983 v počtu 200 kusů.

## Galerie
- Lokomotiva řady ET41 v čele nákladního vlaku odjíždějícího ze železniční stanice Žilina

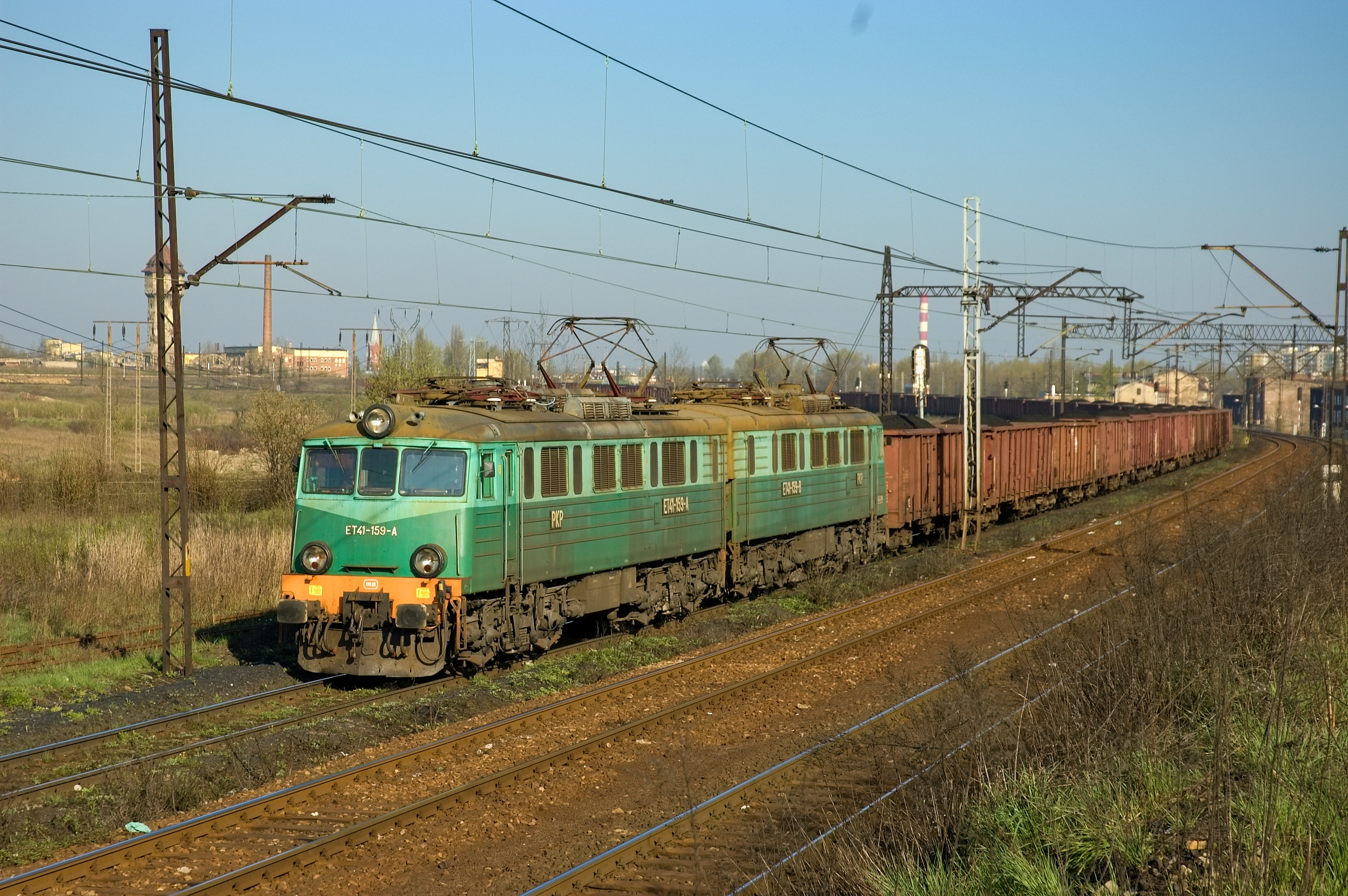
Uhelný vlak tažený lokomotivou ET41-159